# Пиацола сул Брента
Пиацо̀ла сул Брѐнта (на италиански: Piazzola sul Brenta; на венециански: Piasoła, Пиасола) е град и община в Северна Италия, провинция Падуа, регион Венето. Разположен е на 30 m надморска височина. Населението на общината е 11 265 души (към 2014 г.).